# Petrus Jacobus de Hoop
Petrus Jacobus de Hoop (Franeker, 6 februari 1862 - Amersfoort, 14 december 1952) was een liberaal Nederlands politicus, voornamelijk bekend vanwege zijn burgemeesterschap in Sneek.

## Carrièreloop
Petrus de Hoop begon zijn lange carrière op het gemeentesecretarie van Loosdrecht, waar hij werkzaamwas als volontair. Hierna haalde hij in 1886 op het secretarie van Kollum zijn diploma gemeenteadministratie.

### Burgemeesterschappen
De Hoop is vooral bekend vanwege zijn burgemeesterschappen. Van 13 april 1891 tot 19 maart 1892 was hij burgemeester van Finsterwolde en tussen 20 maart 1892 tot 15 februari 1907 was hij eerste burger van Veendam.
Op 16 februari 1907 werd hij aangesteld als burgemeester van Sneek, een functie die hij tot 15 februari 1937 zal vervullen. Hij is geliefd bij de Sneker gemeenschap vanwege zijn vele verdiensten voor de stad. De Hoop was in Sneek verantwoordelijk voor onder meer de aanleg en/of oprichting van de waterleidingen, bruggen, veemarkt, elektriciteitsbedrijf, plantsoenen, wegen, sportparken, ijsbaan, Mulo, kweekschool, huishoudschool, brandweer- en politiebureaus, luchtalarm, enzovoorts.

### Nevenfuncties
Naast zijn functie als burgemeester in diverse steden, was De Hoop ook op andere (politieke) vlakken actief. In zijn Groningse periode was De Hoop lid van de Provinciale Staten van Groningen (vanaf 31 oktober 1904). Hier was hij aangesteld namens de liberale partij van Oude Pekela.
In Sneek was hij voorzitter van het College van Zetters. Op 21 april 1909 werd hij bij Koninklijk Besluit aangesteld als lid van het College van Regenten van de Stadsgevangenis Sneek. Van 1912-1922 fungeerde hij ook als voorzitter van dit College.
De Hoop was ook bestuurslid van de Vereeniging van Burgemeesters en Secretarissen in Friesland en hield het volmacht van het volmacht van het Waterschap Wymbritseradeel, waar hij vanaf 4 januari 1921 ook als Dijksgedeputeerde actief was.

## Onderscheidingen
Vanwege zijn vele verdiensten voor de samenleving en politiek werd De Hoop op 10 februari 1914 benoemd tot Ridder in de Orde van Oranje Nassau. Op 4 september 1925 had het de Koningin behaagd hem te bevorderen tot Officier in de Orde van Oranje Nassau. In Sneek is een park naar hem vernoemd: het zogenaamde Burgemeester de Hooppark. In Veendam bestaat de Burgemeester de Hoopstraat.